# Yoshiyuki Kato
Yoshiyuki Kato (født 27. juli 1964) er en tidligere japansk fodboldspiller.
Han har spillet for flere forskellige klubber i sin karriere, herunder Verdy Kawasaki.